# Willie Somerset
Willard F. Somerset, detto Willie (Sharon, 17 marzo 1942), è un ex cestista statunitense, professionista nella NBA e nella ABA.

## Carriera
Venne selezionato dai Baltimore Bullets al settimo giro del Draft NBA 1965 (56ª scelta assoluta).

## Palmarès
- ABA All-Star (1969)
- Campione EBA (1971)
- EBA Most Valuable Player (1971)